# 示波器

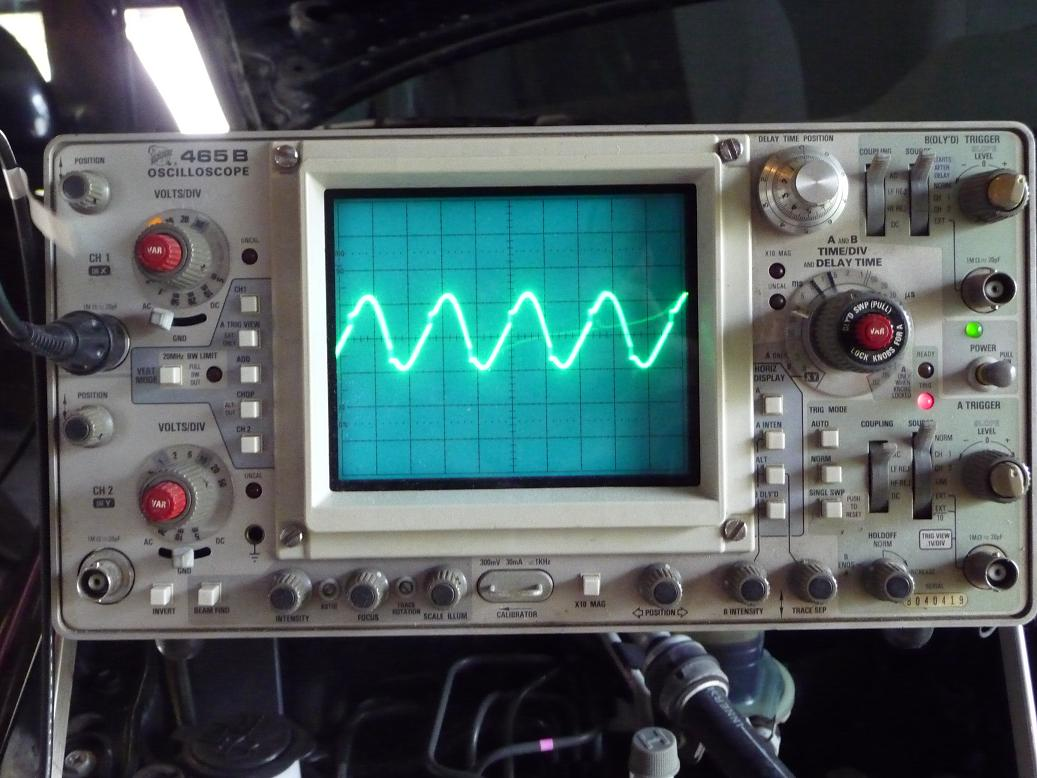
示波器

示波器（英語：oscilloscope）是一种能够显示电压信号动态波形的电子测量仪器。它能够将时变的电压信号，转换为时间域上的曲线，原来不可见的电氣信号，就此转换为在二维平面上直观可见光信号，因此能够分析电氣信号的时域性质。更高级的示波器，甚至能够对输入的时间信号，进行频谱分析，反映输入信号的频域特性。

## 示波器综述

### 外观
一個典型的示波器通常是盒狀屏幕，有多个输入连接，示波器至少包括探头、显示器和控制面板三部分。电压信号通过探头连接到示波器的输入端口，经过处理之后的波形就显示在显示器上。显示器一般为长方形，偶尔也有圆形，在表面标记有垂直的网格坐标。传统的示波器控制面板一般在示波器前部，分布有多个旋钮、按钮或开关，用于调整参数，目前最新的示波器——平板示波器采用全触控屏幕操作，外形如同iPad。

### 分类
示波器主要可以分为模拟示波器与数字示波器两类。
- 模拟示波器主要基于阴极射线管，打出的电子束通过水平偏置和垂直偏置系统，打在屏幕的荧光物质上显示波形。
- 数字示波器主要是通过ADC将模拟数字离散化并存入存储器，通过CPU或专用芯片进行处理后在屏幕上进行显示。原有的数字存储示波器对波形的捕获率较慢，随着技术及专用芯片的发展，现有数字存储示波器的波形捕获率已经可以达到每秒100万次，高于模拟示波器的40万次。 数字示波器又可分为
  - 数字存储示波器（DSO，Digital Storage Oscilloscope）：将信号数字化后再建波形，具有记忆、存储被观测信号的功能，可以用来观测和比较单次过程和非周期现象、低频和慢速信号，以及不同时间不同地点观测到的信号。
  - 数字荧光示波器（DPO，Digital Phosphor Oscilloscope）：通过多层次辉度或彩色可显示长时间内信号。
  - 混合信号示波器（MSO，Mixed Signal Oscilloscope）：把数字示波器对信号细节的分析能力和逻辑分析仪多通道定时测量能力组合在一起，可用于分析数模混合信号交互影响。

### 数字示波器基本指标
带宽、采样率和存储深度是示波器的三大技术指标。示波器的带宽定义为信号衰减3dB时的信号频率。若一台示波器带宽不够会导致看到的信号失真，测试不准确。带宽指标主要体现在衰减器与放大器的指标。实时采样率体现出示波器的ADC的性能。采样率通常要大于等于带宽的4倍。存储深度影响观测时间的长短，另外也会影响到示波器的采样率。因为存储深度=采样率×观测时间，若观测时间较长（与水平观测时间相关），则采样率会下降。除此之外，波形捕获率和示波器响应速度，触发条件的多少，底噪的情况，使用的方便性，及扩展性也体现了示波器的性能。
带宽选择实例：
已知条件：示波器主机1GHz，探头配置1.5GHz，被测信号200MHz（上升时间500ps）。
| 示波器参数           | 参数值                                            |
| -------------------- | ------------------------------------------------- |
| 示波器上升时间       | 0.35/1GHz = 350ps                                 |
| 探头上升时间         | 0.35/1.5GHz = 233ps                               |
| 整个测量系统上升时间 | {\displaystyle {\sqrt {350^{2}+233^{2}}}} = 420ps |
| 整个测量系统实际带宽 | 0.35/420 = 833MHz                                 |
| 实测信号所得上升时间 | {\displaystyle {\sqrt {420^{2}+500^{2}}}} = 653ps |
| 实际测量误差         | （653 – 500） / 500 = 30.6%                       |

### 发展趋势
高性能与通用是示波器发展的两个趋势。体现高性能的例子是安捷倫科技的63GHz模擬帶寬、160GSa/s採樣的實時示波器，同时具有低噪声和高输入动态范围的特性，美国力科公司宣布了65GHz模拟带宽、160GS/s实时采样率、4~40通道的任意通道示波器系统，大幅的優化了示波器的通道選擇性。另一个趋势是通用，将更多的功能集成到示波器中，常见的有将逻辑分析功能集成，形成混合型号示波器；将协议分析功能集成，最近安捷伦又将信号源集成到示波器中。力科也在全系列示波器中加上邏輯模組，随着技术的发展，也许示波器会集成越来越多的功能。

### 世界主要厂商
- 美国：泰克（Tektronix）、是德科技（Keysight，原安捷倫（Agilent）的電子仪器部門，再之前則是惠普（HP）的仪器部門）、福禄克（Fluke）、力科（LeCroy）、國家儀器（National Instruments）
- 荷兰：飞利浦（Philips）（90年代其仪器部门与美国福禄克合并）
- 德国：罗德与施瓦茨（R&S，Rohde & Schwarz，原HAMEG）
- 英国：古尔德（GOULD，2014年結束營業）
- 日本：日立（Hitachi）、菊水電子（KIKUSUI Electronics）、岩崎通信機（IWATSU ELECTRIC）、建伍（Kenwood/Trio）、利达（Leader）
- 中国大陆：普源（Rigol）、鼎阳（Siglent）
- 台灣：固纬（GWInstek）

## 工作原理
示波器主要由电源系统、同步系统、水平偏向系统、垂直偏向系统、延迟扫描系统、显示系统和标准信号源等部分组成。

## 模拟示波器
模拟示波器有多种工作模式。

### X-Y模式
大多数现代的模拟示波器都有多个电压输入，可以用来绘制一个变化的电压与另一个电压的对比图。这对于绘制二极管等元件的I-V曲线（电流与电压的特性）以及李萨如图形特别有用。这种曲线是一种典型的跟踪多个输入信号之间相位差异的方法，在广播工程中经常被用来绘制左右立体声通道，以确保立体声发生器正确校准。

## 数字示波器
数字科技的发達讓示波器从传统的模拟式发展到了数字式。数字系统给示波器带来了大量强大的特性。
優於傳統的示波器之處：
- 光明大屏幕彩色區分多重痕跡。
- 等效時間採樣和平均跨連續樣品或掃描導致更高的分辨率降至第五。
- 峰值檢測。
- 預設觸發。
- 易潘變焦和多個存儲痕跡讓初學者工作無觸發。

大多數位式示波器的缺點是波形更新的速度過慢。但最近几年也有数字示波器的波形捕获率超过模拟示波器

## 混合信號示波器
混合信號示波器（MSO）有兩種輸入，一小部分（通常是2個或4個）的類比通道，更多（通常為16個）的部份是屬於數位通道;即，含邏輯分析儀的數位示波器，不過邏輯分析儀的功能非常弱，只做簡單時序分析和串行解碼用，無法和傳統邏輯分析儀的強大功能相比，適合只需簡單功能的應用。最新的混合信號示波器加入其它儀器元素，除示波器和邏輯分析儀外，還有串行信號解碼分析，任意波形發生器，數字電壓表功能。